# Tetracyklina
Tetracyklina – antybiotyk tetracyklinowy, wytwarzany przez niektóre szczepy Streptomyces o szerokim spektrum przeciwbakteryjnym. Jest stosowany głównie w leczeniu trądziku.

## Spektrum działania
- bakterie Gram-dodatnie – zwłaszcza Propionibacterium acnes
- bakterie Gram-ujemne
- Chlamydia spp.
- Riketsja spp.
- mikoplasmy
- krętki
- niektóre pierwotniaki

## Mechanizm działania
Działanie bakteriostatyczne. Hamuje biosyntezę białka poprzez wiązanie się z podjednostką 30 S rybosomu a także wpływa na procesy fosforylacyjne w komórkach bakteryjnych.
Unieczynnia bakteryjne lipazy, powodując zmniejszenie wolnych kwasów tłuszczowych w skórze.
Działa przeciwzapalnie poprzez hamowanie aktywności granulocytów wielojądrzastych.

## Wskazania
- trądzik pospolity
- ropne zakażenia skóry

## Przeciwwskazania
- nadwrażliwość na lek
- ciąża
- laktacja
- wiek poniżej 10. roku życia
- niewydolność nerek
- ciężka niewydolność wątroby
- toczeń rumieniowaty układowy

Ostrożnie:
- zaburzenia przewodu pokarmowego
- myasthenia gravis

## Działania niepożądane
- zaburzenie żołądkowo-jelitowe
- suchość błon śluzowych
- nieodwracalne zmiany zębów - szkliwo plamkowe i hipoplazja szkliwa
- zapalenie języka i jamy ustnej
- owrzodzenie przełyku
- skórne reakcje uczuleniowe
- nadkażenia drożdżakami
- rzekomobłoniaste zapalenie jelit
- fototoksyczność
- złuszczające zapalenie skóry
- hepatotoksyczność (szczególnie w przypadku przeterminowania leku)
- nefrotoksyczność
- zmiany morfologii krwi obwodowej

## Stosowanie w trakcie ciąży i karmienia
Nie stosować w ciąży i w okresie karmienia piersią.

## Dawkowanie
Według zaleceń lekarza.

## Preparaty
- Preparaty proste:
  - Tetracyclinum
- Preparaty złożone:
  - Polcortolon TC – chlorowodorek tetracykliny + acetonid triamcynolonu